# Уревц, Эва
Эва Уревц (словен. Eva Urevc) — словенская лыжница, бронзовый призёр чемпионата мира 2021 года. 

## Карьера
Карьеру Эва Уревц начинала в качестве биатлонистки. Принимала участие в чемпионате мира среди девушек в 2011 году в чешском Нове Место и в Зимних юношеских Олимпийских играх 2012 года в Инсбруке.
В лыжных гонках Эва Уревц дебютировала на домашнем этапе Кубка мира в Планице 16 января 2016, где она в квалификации спринта заняла 41 место. Лучший результат в личных гонках — 5 место в спринте на этапе в шведском Ульрисехамне 6 февраля 2021 года.
На чемпионате мира 2021 года в немецком Оберстдорфе Эва Уревц вместе с Анамарией Лампич завоевала бронзовую медаль в командном спринте свободным стилем.

## Выступления на чемпионатах мира
| Чемпионат мира  | Спринт | Командный спринт | 10 км | 7.5+7.5 км | 30 км | Эстафета |
| --------------- | ------ | ---------------- | ----- | ---------- | ----- | -------- |
| 2019 Зефельд    | 21     | —                | —     | —          | —     | 9        |
| 2021 Оберстдорф | 28     | 3                |       | —          |       |          |